# Прапор Жданівки
'Міськи́й пра́пор Жданівки — офіційний символ міста Жданівка Донецької області. Затверджений 25 грудня 2006 р. рішенням сесії міської ради.

## Опис
Прямокутне полотнище з співвідношенням сторін 2:3 з тонкою жовтою облямівкою поділено діагонально хвилястою синьою смугою з жовтою облямівкою. На нижній вільній частині чорний трикутник.

## Історія

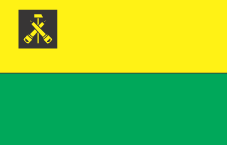
Прапор 2000-2006 рр.

В 2000-2006 рр. офіційним символом був інший прапор.
Прямокутне полотнище зі співвідношенням сторін 2:3 складається з двох горизонтальних рівновеликих смуг - жовтої та зеленої, у верхньому куті від древка чорний квадрат, на якому перехрещені жовті молоток та два відбійні молоти.
Чорні квадрати та відбійні молоти і молоток символізують вугледобувну промисловість. Зелений колір означає надію, радість, добробут, а також зелені поля, на яких виникло місто.